# جيف أتكينسون
جيف أتكينسون (بالإنجليزية: Jeff Atkinson)‏ هو منافس ألعاب قوى أمريكي، ولد في 24 فبراير 1963 في مانهاتان بيتش في الولايات المتحدة.

## وصلات خارجية
- جيف أتكينسون على موقع الاتحاد الدولي لألعاب القوى (الإنجليزية)
- جيف أتكينسون على موقع أوليمبيديا (الإنجليزية)